# Cyclone (Lunapark)
Cyclone im Luna Park (bis 2008: Astroland) auf Coney Island (Brooklyn, New York, USA) ist eine Holzachterbahn, die von Vernon Keenan konstruiert und von Harry C. Baker gebaut wurde. Sie wurde am 26. Juni 1927 eröffnet.
Cyclone fuhr bis 1970, wurde dann aber geschlossen. Im Frühjahr 1972 bestand für Cyclone die Gefahr, abgebaut zu werden, um der Erweiterung des östlich gelegenen Aquariums zu weichen. Es fand aber eine Schützt den Cyclone-Kampagne statt, Astroland pachtete das Grundstück und eröffnete Cyclone am 3. Juli 1975 wieder. Am 26. Juni 1991, an Cyclones 64. Geburtstag, wurde sie zu einem National Historical Landmark (Nationales historisches Wahrzeichen) ernannt und 2011–2015 umfassend saniert.
Sie gilt als Vorbild für einige nachfolgend gebaute Holzachterbahnen desselben Typs, etwa den Texas Cyclone in Houston oder Bandit in Deutschland.

## Züge
Cyclone besitzt drei Züge mit jeweils drei Wagen. In jedem Wagen können acht Personen (vier Reihen à zwei Personen) Platz nehmen. Als Rückhaltesystem kommen unverstellbare Schoßbügel zum Einsatz.